# Giải quần vợt Úc Mở rộng 2021 - Đôi nữ xe lăn
Yui Kamiji và Jordanne Whiley là đương kim vô địch, nhưng Whiley chọn không tham dự. Kamiji thi đấu cùng với Momoko Ohtani, nhưng thua ở vòng bán kết trước Diede de Groot và Aniek van Koot.
De Groot và van Koot là nhà vô địch, đánh bại Kgothatso Montjane và Lucy Shuker trong trận chung kết, 6–4, 6–1.

## Hạt giống
1. Diede de Groot /  Aniek van Koot (Vô địch)
2. Kgothatso Montjane /  Lucy Shuker (Chung kết)

## Kết quả

### Từ viết tắt
| - Q = Vòng loại - WC = Đặc cách - LL = Thua cuộc may mắn - Alt = Thay thế - SE = Miễn đặc biệt | - PR = Bảo toàn thứ hạng - w/o = Thắng nhờ đối thủ rút lui trước trận đấu - r = Bỏ cuộc giữa trận đấu - d = Bị xử thua - SR = Xếp hạng đặc biệt |

### Chung kết
|  | Bán kết | Bán kết                             | Bán kết | Bán kết                        | Bán kết |                               |   | Chung kết | Chung kết | Chung kết | Chung kết | Chung kết |  |
|  |         |                                     |         |                                |         |                               |   |           |           |           |           |           |  |
|  | 1       | Diede de Groot Aniek van Koot       | 711     | 6                              |         |                               |   |           |           |           |           |           |  |
|  | 1       | Diede de Groot Aniek van Koot       | 711     | 6                              |         |                               |   |           |           |           |           |           |  |
|  |         | Yui Kamiji Momoko Ohtani            | 69      | 4                              |         |                               |   |           |           |           |           |           |  |
|  |         | Yui Kamiji Momoko Ohtani            | 69      | 4                              | 1       | Diede de Groot Aniek van Koot | 6 | 6         |           |           |           |           |  |
|  |         |                                     |         |                                |         | Diede de Groot Aniek van Koot | 6 | 6         |           |           |           |           |  |
|  |         |                                     | 2       | Kgothatso Montjane Lucy Shuker | 4       | 1                             |   |           |           |           |           |           |  |
|  |         | Angélica Bernal Macarena Cabrillana | 2       | Kgothatso Montjane Lucy Shuker | 4       | 1                             | 1 | 4         |           |           |           |           |  |
|  |         |                                     |         |                                |         |                               |   | 4         |           |           |           |           |  |
|  | 2       | Kgothatso Montjane Lucy Shuker      | 6       | 6                              |         |                               |   |           |           |           |           |           |  |